# Mike Madill
Pour les articles homonymes, voir Madill.
Mike Madill (né le 9 mai 1982 à Kirkland, dans la province de Québec au Canada) est un joueur professionnel canadien de hockey sur glace devenu entraîneur.

## Carrière de joueur
En 2002, il débute dans la NCAA avec l'Université St. Lawrence dont il a été capitaine en 2005-2006. En 2006, il passe professionnel dans l'ECHL avec les Wildcatters du Texas. En 2007, il participe au camp d'entraînement des Flames de Calgary de la Ligue nationale de hockey avant d'être assigné aux Flames de Quad City dans la Ligue américaine de hockey puis aux Wranglers de Las Vegas.

## Trophées et honneurs personnels
- ECAC Hockey League
- 2005-2006 : désigné meilleur défenseur.
- 2005-2006 : élu dans la première équipe d'étoiles.
- ECHL
- 2006-2007 : participe au Match des étoiles avec l'association américaine.

## Statistiques
| Saison    | Équipe                  | Ligue       |    | Saison régulière | Saison régulière | Saison régulière | Saison régulière | Saison régulière |   | Séries éliminatoires | Séries éliminatoires | Séries éliminatoires | Séries éliminatoires | Séries éliminatoires |
| Saison    | Équipe                  | Ligue       | PJ | B                | A                | Pts              | Pun              | PJ               | B | A                    | Pts                  | Pun                  |                      |                      |
| 2002-2003 | Université St. Lawrence | NCAA        | 35 | 1                | 8                | 9                | 26               | -                | - | -                    | -                    | -                    |                      |                      |
| 2003-2004 | Université St. Lawrence | NCAA        | 41 | 2                | 4                | 6                | 47               | -                | - | -                    | -                    | -                    |                      |                      |
| 2004-2005 | Université St. Lawrence | NCAA        | 38 | 6                | 15               | 21               | 30               | -                | - | -                    | -                    | -                    |                      |                      |
| 2005-2006 | Université St. Lawrence | NCAA        | 40 | 5                | 22               | 27               | 54               | -                | - | -                    | -                    | -                    |                      |                      |
| 2006-2007 | Wildcatters du Texas    | ECHL        | 67 | 4                | 39               | 43               | 60               | 10               | 0 | 3                    | 3                    | 14                   |                      |                      |
| 2006-2007 | Aeros de Houston        | LAH         | 7  | 0                | 1                | 1                | 0                | -                | - | -                    | -                    | -                    |                      |                      |
| 2007-2008 | Flames de Quad City     | LAH         | 2  | 0                | 1                | 1                | 2                |                  |   |                      |                      |                      |                      |                      |
| 2007-2008 | Admirals de Milwaukee   | LAH         | 1  | 0                | 0                | 0                | 2                | -                | - | -                    | -                    | -                    |                      |                      |
| 2007-2008 | Wranglers de Las Vegas  | ECHL        | 68 | 4                | 10               | 14               | 50               | 21               | 1 | 6                    | 7                    | 6                    |                      |                      |
| 2008-2009 | Wranglers de Las Vegas  | ECHL        | 72 | 6                | 20               | 26               | 50               | 13               | 0 | 4                    | 4                    | 12                   |                      |                      |
| 2009-2010 | Wranglers de Las Vegas  | ECHL        | 65 | 5                | 29               | 34               | 26               | 5                | 0 | 2                    | 2                    | 2                    |                      |                      |
| 2010-2011 | Nippon Paper Cranes     | Asia League | 36 | 5                | 14               | 19               | 20               | 4                | 0 | 0                    | 0                    | 2                    |                      |                      |
| 2011-2012 | Wranglers de Las Vegas  | ECHL        | 70 | 5                | 33               | 38               | 56               | 16               | 1 | 5                    | 6                    | 12                   |                      |                      |
| 2012-2013 | Wranglers de Las Vegas  | ECHL        | 61 | 4                | 15               | 19               | 26               | -                | - | -                    | -                    | -                    |                      |                      |